# Lars Wivallius
Lars Wivallius (* 1605 in Vivalla bei Örebro; † 5. April 1669 ebenda) war ein schwedischer Dichter.

## Leben
Lars Wivallius hieß von Geburt an eigentlich Lars Svensson. Den Nachnamen Wivallius übernahm er von seinem Geburtsort. Wivallius stammte aus einer Bauernfamilie. 1623 begann er ein Studium an der Universität Uppsala. Aus Abenteuerlust und möglicherweise auch, um fremde Sprachen zu studieren, begab er sich nach zwei Jahren an der Universität nach Mitteleuropa. In Deutschland ging er verschiedenen Tätigkeiten nach, unter anderem als Soldat im Dreißigjährigen Krieg. In Nürnberg wurde er wegen Unterschlagung vor Gericht gestellt. Wivallius gab sich als dänischer „Freiherr Erik Gyllenstierna“ aus und erhielt so einen dänischen Pass. Ihm gelang es, in das – damals dänische – Schonen zu entkommen. Hier heiratete Wivallius die Tochter eines Adligen. Als er gerade dabei war, sich des Familienvermögens zu bemächtigen, flog seine Hochstapelei auf und Wivallius wurde 1631 zum Tode verurteilt. Wivallius konnte jedoch nach Schweden fliehen. Allerdings gab es hier wegen seiner Hochstapelei ein neues Verfahren gegen ihn, und bis 1641 war er in der Festung Kajaneborg bei Kajaani (Finnland) inhaftiert. Nach seiner Freilassung war er in Stockholm und Vivalla als Rechtsanwalt tätig.

## Bedeutung
Wivallius gilt als einer der ersten bedeutenden schwedischen Dichter. Seine Gedichte sind die ältesten schwedischen Gedichte, die heute noch gelesen werden. Im Gegensatz zu seinen Zeitgenossen Georg Stiernhielm und Skogekär Bergbo schrieb Wivallius weniger gelehrt, sondern persönlicher und individueller. Seine Gedichte sind überwiegend von seiner eigenen Lebenssituation geprägt, wenn er sich etwa in Gedichtform an seine Richter wendet und um ein mildes Urteil bittet oder die Freiheit besingt. Wivallius fühlt sich als Außenseiter, was seinen Gedichten bisweilen einen geradezu modernen Ton verleiht. Bedeutend ist vor allem Wivallius’ Naturlyrik, in der er die Natur in einer für die damalige Zeit ungewöhnlich detailreichen Weise besingt. Berühmt ist insbesondere seine im Gefängnis geschriebene Klage-Wijsa öfwer thenna torra und kalla wåhr (Klagelied über diesen trockenen und kalten Frühling).

## Weblink
- Vollständiger Text der Klage-Wijsa auf Schwedisch

| Personendaten    | Personendaten        |
| ---------------- | -------------------- |
| NAME             | Wivallius, Lars      |
| KURZBESCHREIBUNG | schwedischer Dichter |
| GEBURTSDATUM     | 1605                 |
| GEBURTSORT       | Vivalla, Schweden    |
| STERBEDATUM      | 5. April 1669        |
| STERBEORT        | Vivalla              |